# سخان هواء

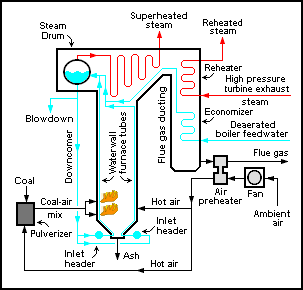
رسم توضيحي لمحطة توليد طاقة كهربائية و موضح فيه مكان سخان الهواء المستخدم في المحطة.

سخان الهواء هو مصطلح يُستخدم لوصف أي جهاز صُمم لكي يُسخن الهواء قبل أي إجراء ( مثل عملية الاحتراق في المحركات أو الغلايات) وبهدف زيادة الكفاءة الحرارية للإجراء ككل، ويمكن استخدام أجهزة التسخين مفردة أو تُستبدل بنظام تسخين تبادلي أو باستخدام ملف تسخين بواسطة البخار.
وسنقوم في هذه المقالة بوصف وشرح سخانات الهواء المُستخدمة في عمليات الاحتراق في الغليات كبيرة الحجم الموجودة في لمحطات الحرارية المستخدمة في توليد الطاقة الكهربائية سواءكان الوقود المستخدموقود أحفوري أو وقود حيوي أو حتي نفايات وقمامة.
والهدف من عملية تسخين الهواء قبل الإجراءات الرئيسية هو الاستفادة من الحراري المتبقية في عوادم الغازات الصادرة من الاحتراق في الغلايات قبل طردها إلي الهواء الجوي والذي يُسبب زيادة في الكفاءة الحرارية للغلاية ويقلل الحرارة المطرودة والتي يمكن الاستفادة منها، ونتيجة لذلك فإن عوادم الغازات تصل بدرجات حرارة منخفضة إلي المدخنة مما يسمح ببساطة تصميم المدخنة ونظام التوصيل بين المدخنة والغلاية، كما يسمح بالتحكم بدرجة حرارة الغازات قبل طردها إلي المدخنة والهواء الجوي ( مما يقلل الانبعاثات الضارة للبيئة.)

## الأنواع
هناك نوعين من سخانات الهواء تُستخدم في توليد البخار في لمحطات الحرارية: الأول هو النوع الأنبوبي ويوُجد على شكل أنابيب متراصة بجوار بعضها داخل مكان طرد عوادم غازات الاحتراق من الغلاية والنوع الآخر هو الدوراني ، ويتم وضعها بحيث يمر عليها عوادم غازات الاحتراق أفقيًا أو رأسيًا عبر محور دورانها.

### النوع الأول: سخانات الهواء الأنبوبية

#### ملامحه التصميمية
سخانات الهواء الأنبوبية تتكون من مجموعة منالأنابيب الإسطوانية الشكل ومستقيمة موجودة على شكل حزم أو مجموعات متراصة بجوار بعض ويتم وضعها في مسار عوادم الغازات الساخنة الصادرة من الاحتراق داخل الغلاية، حيث تمر الغازات الساخنة الخارجة من الفرن وتتلامس مع الأنابيب المتراصة ناقلةً الحرارة التي تحملها إلي جسم الأنابيب والتي بدورها تنقل تلك الحرارة إلي الهواء المار بداخلها حيث يتم دفع الهواء الجوي بواسطة مروحة ويخرج الهواء الساخن من الطرف الآخر بعد المرور بالغازات الساخنة ويتم إمراره في أنابيب أخرى ليتم دفعه إلي غرفة الاحتراق في فرن الغلاية.

#### مشاكله
تتطلب سخانات الهواء الأنبوبية مساحات ومباني إضافية بالمقارنة بتصميم السخانات الدورانية، وكذلك يحدث تراكم للغبار المتواجد في عوادم الغازات علي السطح الخارجي للأنابيب ويسبب ذلك انخفاضا في معامل انتقال الحرارة بين الغازات الساخنة والهواء داخل الإسطوانة، ويتم معالجة ذلك باستخدام مواد مصنعة خصيصًا لذلك مثل الخزف والحديد الصلب المقوي، ويُفضل استخدام سخانات الهواء الأنبوبية في بعض محطات توليد البخار وذلك لعدم وجود أجزاء دورانية فيها بالمقارنة بالسخانات الدورانية.

#### التآكل عند نقطة التندي
التآكل عند نقطة الندى يحدث للعديد من الأسباب، منها نوع الوقود المُستخدم من حيث احتوائه علي الكبريت ومقدار الرطوبة هي عوامل تُسبب التأكل أيضًا.
والسبب الأكبر لحدوث تآكل نقطة الندى هو درجة حرارة معدن الأنابيب، فإذا كانت درجة حرارة المعدن أقل من درجة تشبع الحمض ( بين 88 سيلزيوس و 110 سيلزيوس أو حتي 127 سيلزيوس) فإن حدوث تآكل نتيجة التندي يكون ممكن حدوثه بشدة عند هذا الوضع.

### النوع الثاني: سخانات الهواء الدورانية
هناك نوعين لسخانات الهواء الدورانية الأول هو سخانات هواء ذات اللوح الدوار والآخر هوا سخانات الهواء ذو اللوح الثابت.

#### سخانات الهواء ذات اللوح الدوار

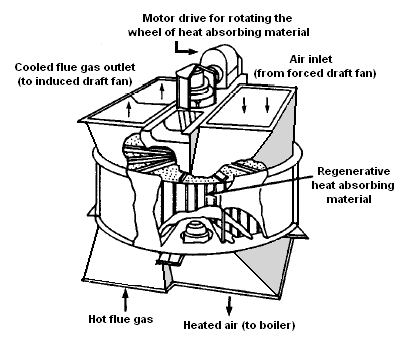
سخان هواء ذو لوح دوار (ثنائي القطاع)

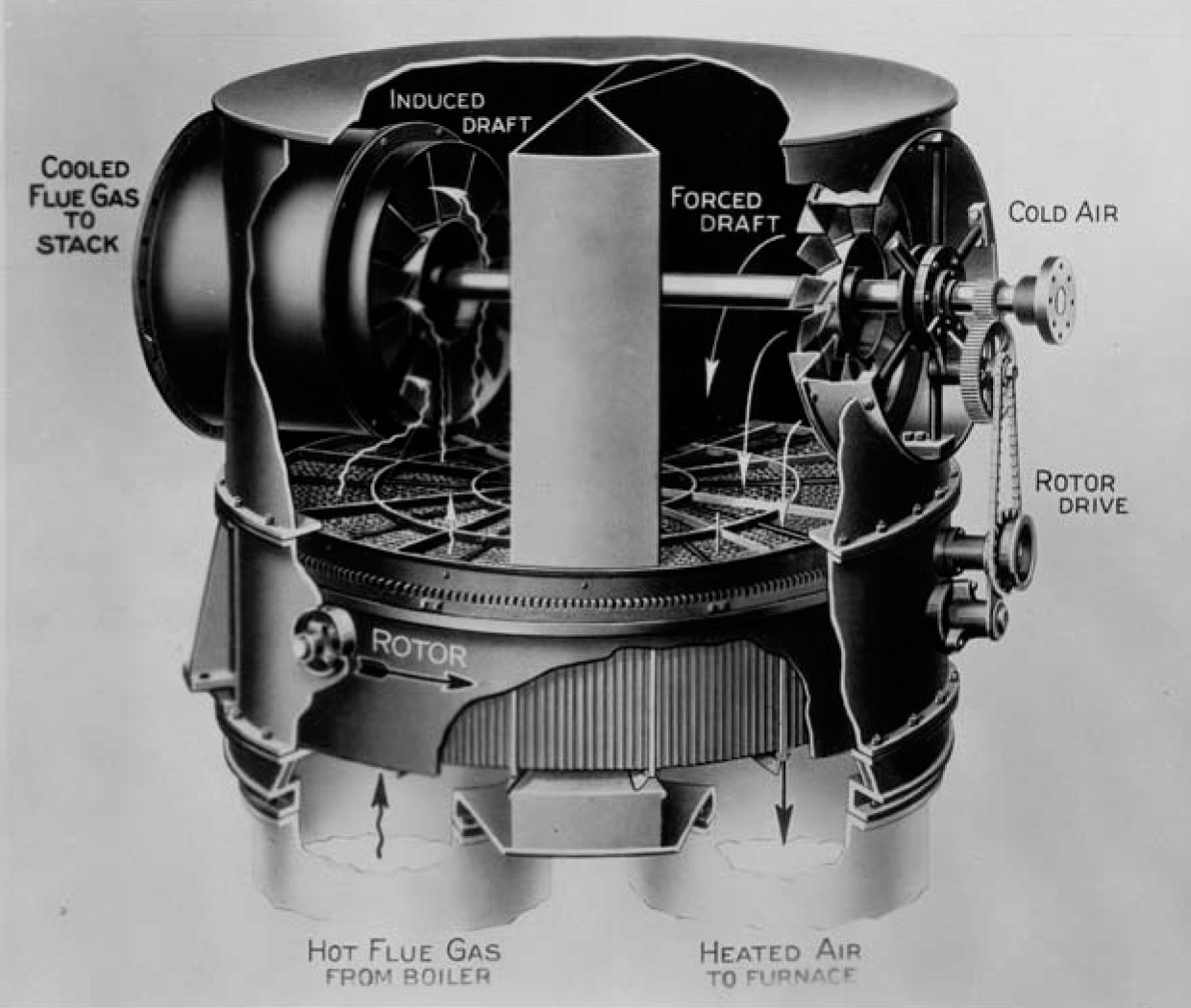
مبدأ التشغيل في سخانات فريدريك جنكستورم للهواء.

تتكون سخانات الهواء ذات اللوح الدوار من
لوح مركزي دوار مثبت داخل الحاوية والتي تنقسم إلي قطاعين أو ثلاثة أو أربعة حيث تكون هناك غرفة كبيرة يتم إمرار الغاز الساخن الصادر من فرن الغلاية فيها، ويتم إمرار الهواء الجوي بواسطة مروحة داخل الغرف الأخرى ليحدث تبادل حراري بين الغازات ومعدن اللوح الدوار وكذلك الوعاء الحاوي ومن ثم انتقال للحرارة إلي الهواء الجوي مما يرفع من درجة حرارته قبل الدخول إلي فرن الغلاية للاشتعال مع الوقود.
وسرعة الدوران داخل تلك السخانات تتراوح بين 3 إلي 5 لفات أو دورات في الدقيقة الواحدة ( بطيئة نسبيًا لتسمع بانتقال الحرارة بشكل كافي)

#### ملامحه التصميمية
يتم إدارة العضو الدوار في السخان بواسطة موتور وصندوق للتروس ويتطلب في التشغيل أن يبدأ تشغيله قبل تشغيل الغلاية وكذلك إبقاءه يعمل حتي بعد إطفاء الغلاية لوقت كافي لتجنب حدوث شروخ وتصدعات في العضو الدوار ويتم حقن زيت مع الهواء الداخل إلي العضو الدوار ليقوم بتزييت الموتور.
ويتوافر نوافذ في سخانات الهواء تُسهل من عمليات التفتيش والصيانة ومتابعة التشغيل تحت أي ظروف.

#### مشاكله
تحتوي عوادم الغازات علي جزيئات بخار عديد نتيجة للرماد الناتج من الاحتراق مثل السيلكا والتي تُسبب كشط وحك في أجزاء السخان ومن الممكن أن تحتوي الغازات علي غازات تُسبب التآكل وذلك حسب الوقود المُستخدم.
على سبيل المثال فإن الفحم الهندي يُولد كمية كبيرة من الرماد والسسليكا في عوادم الغازات.

### سخانات الهواء ذات اللوح الثابت

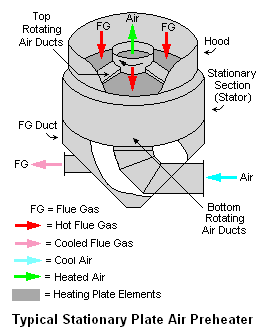
شكل توضيحي لسخانات الهواء ذات اللوح الثابت

ألواح التسخين في هذه السخانات تكون مُثبتة ومُركبة في الوعاء الحاوي للسخان وتكون ثابتة وليست متحركة، بينما غُرف الهواء هي التي تدور لكي تتعرض لألواح التسخين بشكل أكبر وتكتسب حرارة إلي الهواء.
وكما هو موضح في الرسمة علي اليسار فإن غُرف الهواء الدوارنية تُوجد أسفل ألواح التسخين، وتُسمي أيضًا سخانات الهواء ذات الألواح الثابتة بسخانات روثميل حيث تم تصنيعها منذ 25 عامًا بواسطة بالك دور في ألمانيا.